# Иснальдо, Эухенио
Эухе́нио Исна́льдо (исп. Eugenio Horacio Isnaldo; род. 7 января 1994 года, Росарио) — аргентинский футболист, левый фланговый нападающий клуба «Ираклис».

## Биография
Эухенио Иснальдо является воспитанником академии «Ньюэллс Олд Бойз» из родного Росарио. В основном составе «прокажённых» дебютировал 25 февраля 2013 года в гостевой игре чемпионата Аргентины против «Сан-Мартина» в Сан-Хуане. Иснальдо вышел на поле на 70 минуте на замену Мартину Тонсо при счёте 1:1, который до конца матча так и не изменился. До конца чемпионата Финаль 2013 Иснальдо сыграл ещё в двух матчах, и в итоге вместе с командой завоевал звание чемпиона Аргентины.
В 2015—2016 годах Иснальдо на правах аренды выступал за «Дефенсу и Хустисию», как правило выходя в стартовом составе.
19 июля 2017 года Эухенио Иснальдо подписал трёхлетний контракт с греческой командой «Астерас». Однако уже через год фланговый нападающий вернулся в Аргентину, подписав контракт с «Дефенсой и Хустисией».
В 2019 году Иснальдо на правах аренды выступал за чилийскую команду «Унион Ла-Калера». После возвращения в Аргентину долго лечился от травм, но смог восстановиться к решающим матчам Южноамериканского кубка 2020. «Дефенса» впервые в своей истории выиграла международный трофей.

## Титулы и достижения
- Чемпион Аргентины (1): Финаль 2013
- Обладатель Южноамериканского кубка (1): 2020